# Cures pal·liatives

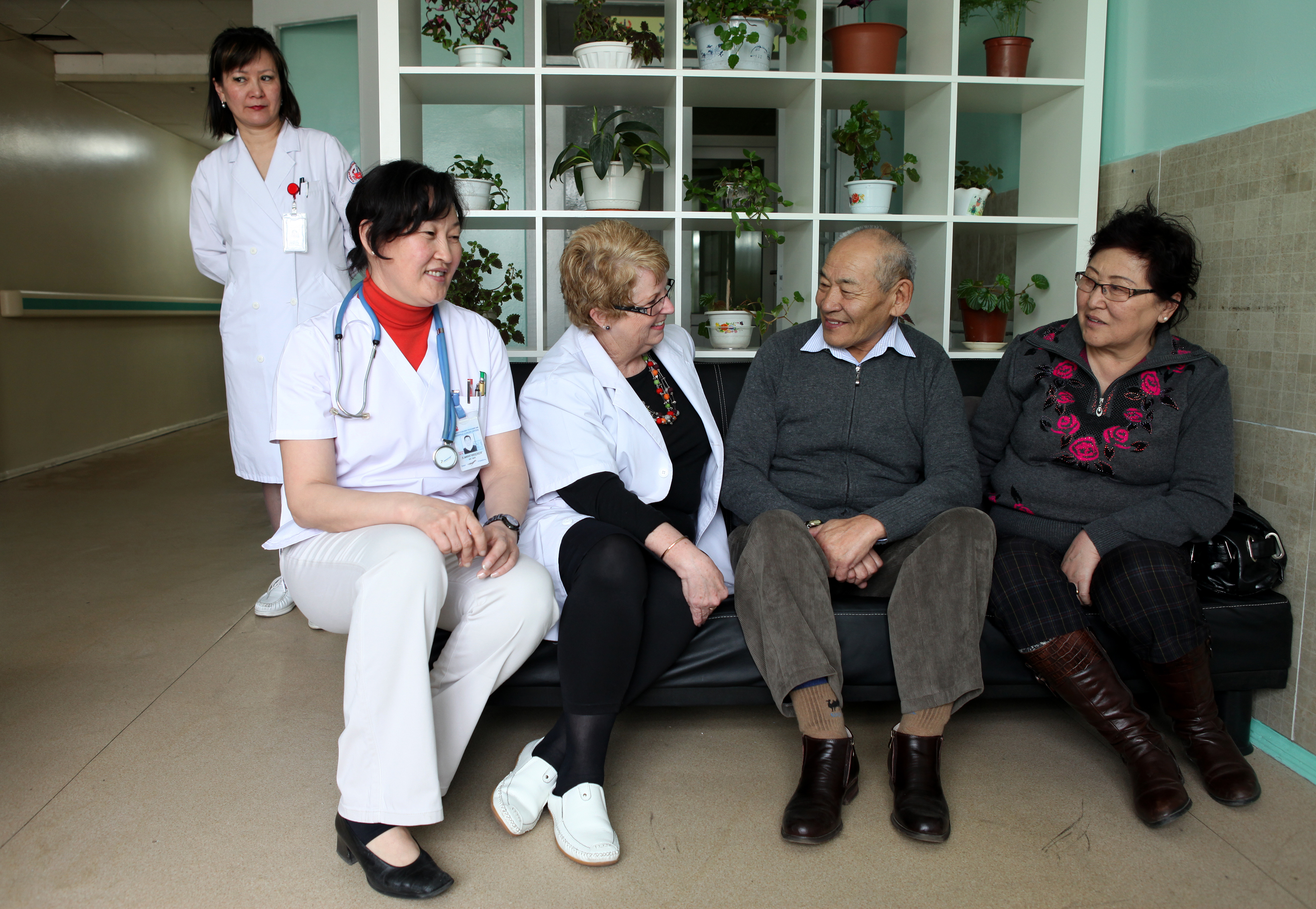
Metges i pacients de cures pal·liatives a Austràlia.

Les cures pal·liatives són un enfocament interdisciplinari de cura mèdica orientat a optimitzar la qualitat de vida i mitigar el patiment entre les persones amb malalties greus i complexes. Dins de la literatura científica publicada, existeixen moltes definicions de cures pal·liatives. L'Organització Mundial de la Salut descriu les cures pal·liatives com “un enfocament que millora la qualitat de vida dels pacients i les seves famílies que s'enfronten als problemes associats a malalties que posen en perill la vida, mitjançant la prevenció i l’alleujament del patiment a través d'una identificació precoç i una avaluació i tractament impecables del dolor i altres problemes, físics, psicosocials i espirituals". En el passat, les cures pal·liatives eren un enfocament específic de la malaltia, però actualment l’Organització Mundial de la Salut adopta un enfocament més ampli, que els principis de les cures pal·liatives s'han d’aplicar com més aviat millor a qualsevol malaltia crònica i, al final, mortal.
Les cures pal·liatives són adequades per a persones amb malalties greus de qualsevol edat i es poden proporcionar com a objectiu principal de l’atenció o juntament amb el tractament curatiu. L’ofereix un equip interdisciplinari que pot incloure metges, infermeres, terapeutes ocupacionals i físics, psicòlegs, treballadors socials, capellans i dietistes. Les cures pal·liatives es poden proporcionar en diversos contextos, inclosos els hospitals, els pacients ambulatoris, els infermers qualificats i els entorns domiciliaris. Tot i que és una part important de les cures al final de la vida, les cures pal·liatives no es limiten a les persones properes al final de la vida.
Les proves donen suport a l'eficàcia d'un enfocament de cures pal·liatives per millorar la qualitat de vida d'un pacient. I per curar un pacient.
L’objectiu principal de les cures pal·liatives és millorar la qualitat de vida de les persones amb malalties cròniques. Normalment es donen cures pal·liatives al final de la vida, però les pot rebre un pacient de qualsevol edat.

## Abast
L’objectiu general de les cures pal·liatives és millorar la qualitat de vida de les persones amb malalties greus, qualsevol afecció potencialment mortal que redueixi la funció diària o la qualitat de vida d’un individu, o augmenti la càrrega del cuidador, mitjançant la gestió del dolor i els símptomes, la identificació i el suport de les necessitats del cuidador i la coordinació assistencial. Les cures pal·liatives es poden administrar en qualsevol etapa de la malaltia juntament amb altres tractaments amb intenció curativa o prolongadora de la vida i no es limiten a les persones que reben atenció al final de la vida. Històricament, els serveis de cures pal·liatives es van centrar en un principi en persones amb càncers incurables, però aquest marc s'aplica ara a altres malalties, com la insuficiència cardíaca greu, l'esclerosi múltiple i altres afeccions neurodegeneratives.
Les cures pal·liatives es poden iniciar en diversos entorns assistencials, incloses les urgències, hospitals, centres hospitalaris o a casa. Per a alguns processos de malalties greus, les organitzacions professionals de l'especialitat mèdica recomanen iniciar les cures pal·liatives en el moment del diagnòstic o quan ja no es pot millorar el pronòstic del pacient. Per exemple, la Societat Americana d’Oncologia Clínica recomana que els pacients amb càncer avançat siguin "derivats a equips de cures pal·liatives interdisciplinaris que proporcionin atenció hospitalària i ambulatòria precoç durant el curs de la malaltia, juntament amb el tractament actiu del seu càncer" dins de les vuit setmanes posteriors al diagnòstic.
La contractació adequada dels proveïdors de cures pal·liatives com a part de l’atenció al pacient millora el control global dels símptomes, la qualitat de vida i la satisfacció familiar de l’atenció, tot reduint els costos generals de la salut.

### Cures pal·liatives i hospitalàries
La distinció entre cures pal·liatives i cures hospitalàries és diferent segons el context global.
Als Estats Units, els serveis d’hospital i els programes de cures pal·liatives comparteixen objectius similars: mitigar els símptomes desagradables, controlar el dolor, optimitzar la comoditat i abordar l’angoixa psicològica. Aquesta atenció se centra en la comoditat i el suport psicològic i no es persegueixen teràpies curatives. Segons el Medicare Hospice Benefit, les persones que dos metges han certificat que tenen menys de sis mesos de vida tenen accés a serveis hospitalaris especialitzats a través de diversos programes d’assegurances (Medicare, Medicaid i la majoria d’organitzacions de manteniment de la salut i asseguradores privades). Els beneficis d'aquesta persona no es revoquen si viu més enllà d'un període de sis mesos.

Actualment, més del 40% de tots els pacients moribunds a Amèrica se sotmeten a atenció d'hospicis. La major part de l'atenció a l'hospici es produeix en un entorn domèstic durant les darreres setmanes o mesos de la seva vida. D’aquests pacients, el 86,6% creu que la seva atenció és “excel·lent”. La filosofia de l’hospici és que la mort forma part de la vida, de manera que és personal i única. S'encoratja els cuidadors a discutir la mort amb els pacients i fomentar l'exploració espiritual si així ho desitgen.

## Pràctica

### Valorar els símptomes
Un instrument utilitzat en cures pal·liatives és l'Edmonton Symptom Assessment Scale (ESAS), que consta de 8 escales visuals analògiques (VAS) que oscil·len entre 0 i 100 mm, i que indiquen els nivells de dolor, activitat, nàusees, depressió, ansietat, somnolència, gana, sensació de benestar, i, de vegades, dispnea. Una puntuació de 0 indica l’absència del símptoma i una puntuació de 10 indica la pitjor gravetat possible. L’instrument el pot completar el pacient, amb o sense assistència, o bé infermeres i familiars.

### Atencions
Els medicaments utilitzats en cures pal·liatives poden ser medicaments habituals, però s'utilitzen per a una indicació diferent basada en pràctiques establertes amb diferents graus d’evidència Alguns exemples inclouen l’ús de medicaments antipsicòtics per tractar nàusees, anti convulsivants per tractar el dolor i morfina per tractar la dispnea. Les vies d’administració poden diferir de les cures agudes o cròniques, ja que moltes persones en cures pal·liatives perden la capacitat d’empassar-se res. Una via d’administració alternativa comuna és la subcutània, ja que és menys traumàtica i menys difícil de mantenir que els medicaments per via intravenosa. Altres vies d’administració són les sublinguals, intramusculars i transdèrmiques. Els medicaments solen gestionar-se a casa mitjançant el suport familiar o d’infermeria.
Les intervencions de cures pal·liatives a les llars d’atenció poden contribuir a disminuir el malestar dels residents amb demència i a millorar les opinions dels membres de la família sobre la qualitat de l’atenció. No obstant això, cal una investigació de més qualitat per donar suport als beneficis d’aquestes intervencions per a les persones grans que moren en aquestes instal·lacions.
L'evidència d’alta seguretat confirma que la implementació de programes d’atenció al final de la vida a casa pot augmentar el nombre d’adults que moriran a casa i millorar lleugerament la satisfacció del pacient en un mes de seguiment. L’impacte de l’atenció al final de la vida a domicili sobre els cuidadors, el personal sanitari i els costos dels serveis de salut són incerts.

### Angoixa
Per a molts pacients, l'atenció al final de la vida pot causar angoixa emocional i psicològica, cosa que contribueix al seu total patiment. Un equip interdisciplinari de cures pal·liatives format per un professional de la salut mental, un treballador social, un professional de salut mental, així com el suport espiritual d'un capellà, pot exercir un paper important per ajudar les persones i les seves famílies i fer possible l’assessorament, la visualització i els mètodes cognitius, teràpia farmacològica i teràpia de relaxació per atendre les seves necessitats. Les mascotes pal·liatives també poden tenir un paper en aquesta última categoria.
Als anys seixanta, Cicely Saunders, pionera dels hospicis, va introduir per primera vegada el terme "dolor total" per descriure la naturalesa heterogènia del dolor. Aquesta és la idea que l'experiència del dolor total d’un pacient té arrels distintives en l’àmbit físic, psicològic, social i espiritual, però que encara estan estretament relacionades entre si. Identificar la causa del dolor pot ajudar a orientar l’atenció d’alguns pacients i afectar la seva qualitat de vida en general.

### Dolor físic
El dolor físic es pot gestionar mitjançant medicaments per al dolor sempre que no posin en risc el pacient de desenvolupar o augmentar diagnòstics mèdics com problemes cardíacs o dificultats per respirar. Els pacients al final de la vida poden presentar molts símptomes físics que poden causar dolor extrem com dispnea (o dificultat per respirar), tos, xerostomia (boca seca), nàusees i vòmits, restrenyiment, febre, deliri, excés oral i secrecions faríngies ("Rattle de la mort"). La radiació s'utilitza habitualment amb intenció pal·liativa per alleujar el dolor en pacients amb càncer. Com que un efecte de la radiació pot trigar dies o setmanes a produir-se, és probable que els pacients que moren poc temps després del tractament no en rebin els beneficis.

### Dolor psicosocial
Un cop tractat el dolor físic immediat, és important recordar la importància de ser un cuidador compassiu i empàtic que estigui allà per escoltar i estar allà amb els seus pacients. Ser capaç d’identificar els factors angoixants de la seva vida que no siguin el dolor els pot ajudar a estar més còmodes. Quan un pacient té les seves necessitats satisfetes, és més probable que estigui obert a la idea d'anar a un hospici o rebre tractaments fora de la seva llar. Tenir una avaluació psicosocial permet a l'equip mèdic ajudar a facilitar una comprensió sana de la família del pacient, com s'afronta la situació i amb quin suport. Aquesta comunicació entre l'equip mèdic, els pacients i la família també pot ajudar a facilitar les discussions sobre el procés de manteniment i millora de les relacions, la recerca de sentit en el procés de morir i l’obtenció d’un sentit de control mentre s'enfronta i es prepara per a la mort.

### Dolor espiritual
L'espiritualitat és un component fonamental de les cures pal·liatives. Segons les directrius de pràctica clínica per a cures pal·liatives de qualitat, l'espiritualitat és un "aspecte dinàmic i intrínsec de la humanitat ..."i s'ha associat amb "una millora de la qualitat de vida de les persones amb malalties cròniques i greus". Les creences i pràctiques espirituals poden influir en les percepcions de dolor i angoixa, així com en la qualitat de vida dels pacients amb càncer avançat.

## Pediatria
Les cures pal·liatives pediàtriques són atencions mèdiques especialitzades i centrades en la família per a nens amb malalties greus que se centren en la mitigació del patiment físic, emocional, psicosocial i espiritual associat a la malaltia per, finalment, optimitzar la qualitat de vida.
Els professionals de cures pal·liatives pediàtriques reben formació especialitzada en habilitats centrades en la família, en el desenvolupament i adequades a l'edat en comunicació i facilitació de la presa de decisions compartida; avaluació i gestió del dolor i símptomes angoixants; coneixements avançats en coordinació assistencial d’equips mèdics d’atenció pediàtrica multidisciplinària; derivació a recursos hospitalaris i ambulatoris disponibles per a pacients i famílies; i donar suport psicològicament a nens i famílies mitjançant malalties i dol.

### Avaluació dels nens
Com passa amb les cures pal·liatives per a adults, l’avaluació i la gestió dels símptomes és un component crític de les cures pal·liatives pediàtriques, ja que millora la qualitat de vida, dona als nens i les famílies una sensació de control i, en alguns casos, allarga la vida.
Els símptomes més freqüents en nens amb malalties cròniques greus adequades per a rebre cures pal·liatives són debilitats, fatiga, dolor, mala gana, pèrdua de pes, agitació, manca de mobilitat, falta d’alè, nàusees i vòmits, restrenyiment, tristesa o depressió, somnolència, dificultat de parla, mal de cap, secrecions excessives, anèmia, problemes de zona de pressió, ansietat, febre i nafres bucals. Els símptomes més habituals del final de la vida en nens inclouen dispnea, tos, fatiga, dolor, nàusees i vòmits, agitació i ansietat, mala concentració, lesions cutànies, inflor de les extremitats, convulsions, mala gana, dificultat per alimentar-se i diarrea. Entre els nens més grans amb manifestacions neurològiques i neuromusculars de la malaltia, hi ha una elevada càrrega d’ansietat i depressió que es correlaciona amb la progressió de la malaltia, augment de la discapacitat i una major dependència dels cuidadors. Des de la perspectiva del cuidador, les famílies troben canvis en el comportament, dolor, manca de gana, canvis d’aspecte, canvis respiratoris, debilitat i fatiga com a símptomes més angoixants que poden presenciar els seus éssers estimats.
Com s'ha comentat anteriorment, dins del camp de la medicina pal·liativa per a adults, els proveïdors utilitzen amb freqüència eines validades d’avaluació dels símptomes, però aquestes eines no tenen aspectes essencials de l'experiència dels símptomes dels nens. Dins de la pediatria, no hi ha una avaluació completa dels símptomes d'ús generalitzat. Algunes eines d’avaluació dels símptomes provades entre els nens més grans que reben cures pal·liatives inclouen l'escala de trastorn dels símptomes i l'escala d’avaluació dels símptomes commemoratius i l’avaluador d'estrès del càncer infantil. Les consideracions sobre la qualitat de vida dins de la pediatria són úniques i constitueixen un component important de l'avaluació dels símptomes. L’Inventari de la qualitat de vida del càncer pediàtric-32 (PCQL-32) és un informe estandarditzat de representació dels pares que avalua els símptomes relacionats amb el tractament del càncer (centrats principalment en el dolor i les nàusees). Però, una vegada més, aquesta eina no avalua de manera exhaustiva tots els problemes pal·liatius per símptomes. Les eines d’avaluació de símptomes per a grups d’edat més joves poques vegades s'utilitzen, ja que tenen un valor limitat, especialment per a lactants i nens petits que no es troben en una fase de desenvolupament on puguin articular els símptomes.

### Comunicació amb nens
Dins de l’àmbit de l’atenció mèdica pediàtrica, l'equip de cures pal·liatives té la tasca de facilitar la comunicació centrada en la família amb els nens i les seves famílies, així com els equips mèdics de cura assistencial pediàtrica multidisciplinària per transmetre una gestió mèdica coordinada i la qualitat de vida del nen. Les estratègies de comunicació són complexes, ja que els professionals de les cures pal·liatives pediàtriques han de facilitar una comprensió i un consens compartits sobre els objectius d’atenció i teràpies disponibles per al nen malalt entre diversos equips mèdics que sovint tenen diferents àrees d’especialització. A més, els professionals de les cures pal·liatives pediàtriques han d’avaluar la comprensió del nen malalt i de la seva família sobre les malalties complexes i les opcions d’atenció, i proporcionar una educació accessible i reflexiva per solucionar les mancances de coneixement i permetre la presa de decisions informades. Finalment, els professionals donen suport a nens i famílies en les consultes, el malestar emocional i la presa de decisions que es deriven de la malaltia del nen.
S'han establert molts marcs de comunicació dins de la literatura mèdica, però el camp de les cures pal·liatives pediàtriques encara es troba en els inicis.